# 刘杰 (少将)
刘杰（？—），中国共产党党员，中国人民解放军海军少将（2018年7月晋升）。曾任中国人民解放军海军91208部队部队长。不晚于2020年10月，任中国人民解放军上海警备区司令员、党委副书记。2021年5月，任中共上海市委委员、常务委员。2022年6月，卸任中共上海市委常委。